# Studebaker Land Cruiser
De Studebaker Land Cruiser was een personenauto uit de topklasse die door de Amerikaanse autoconstructeur Studebaker aangeboden werd van 1933 tot 1954.

## Eerste generatie (1933-1942)
De Land Cruiser werd op de Wereldtentoonstelling van 1933 in Chicago geïntroduceerd als een extreem gestroomlijnde sedan. Veel van de aerodynamische kenmerken van de auto werden gedeeld met de Silver Arrow-showauto van Pierce-Arrow.
De productieversie van de Land Cruiser verscheen in het najaar van 1933 als vierdeurs carrosserievariant van de Studebaker President (Series C - Eight) voor modeljaar 1934. Ook voor modeljaar 1935 was de Land Cruiser een carrosserievariant van de President (Series 1C - Eight).
In 1936 werd de carrosserievorm gedeeld met de President- en Commander-serie. Van 1937 tot 1940 werd de auto geclassificeerd als de Commander Cruiser en President Cruiser. De naam Land Cruiser keerde officieel terug in 1941 en 1942. Naast het aanbieden van Land Cruisers in de Commander- en President-lijnen, introduceerde Studebaker in 1941 de ultraluxueuze Skyway Land Cruiser met een licht gebogen voorruit uit één stuk, achterspatborden en een afwerking van hoge kwaliteit.

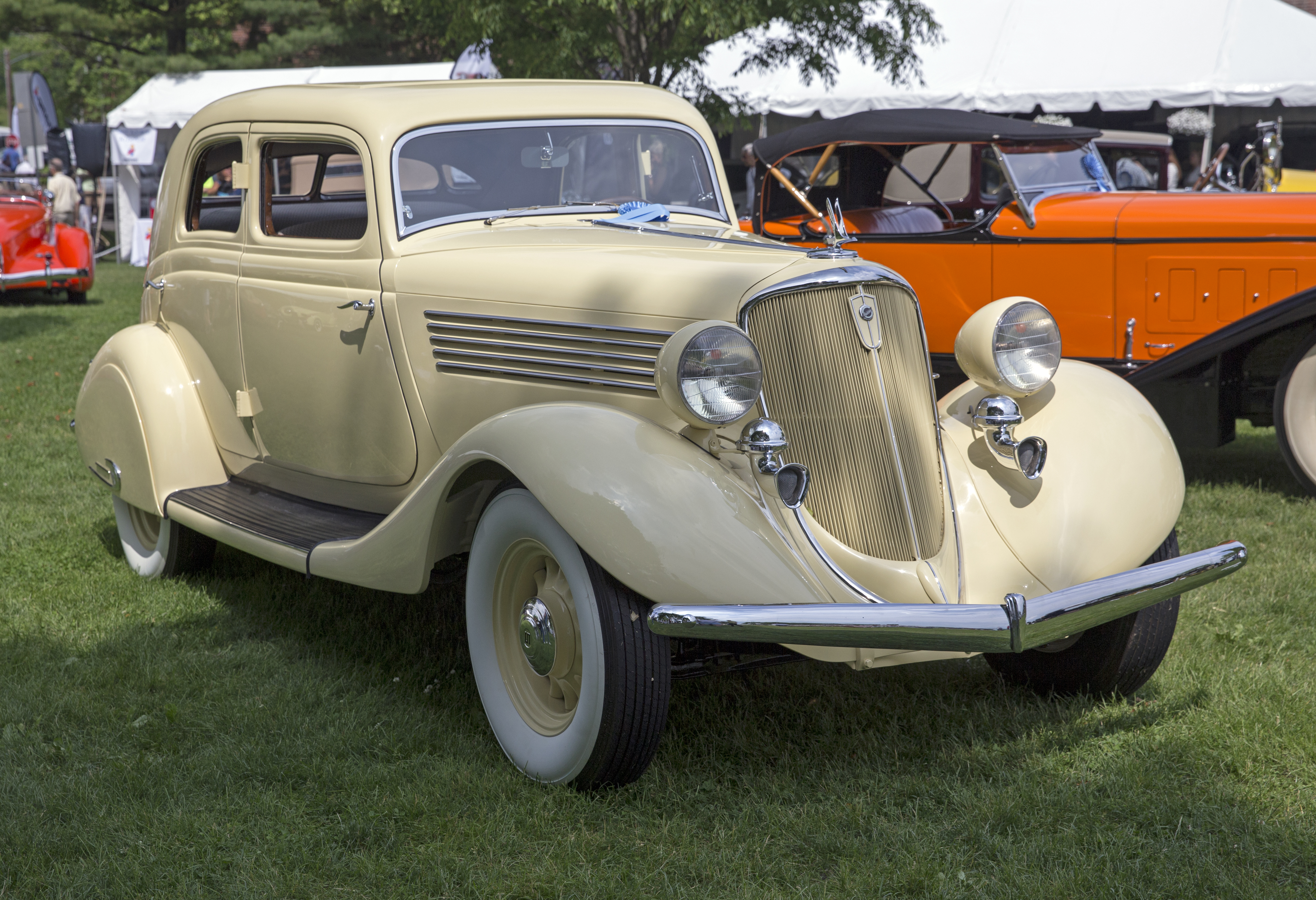
Land Cruiser (1934)
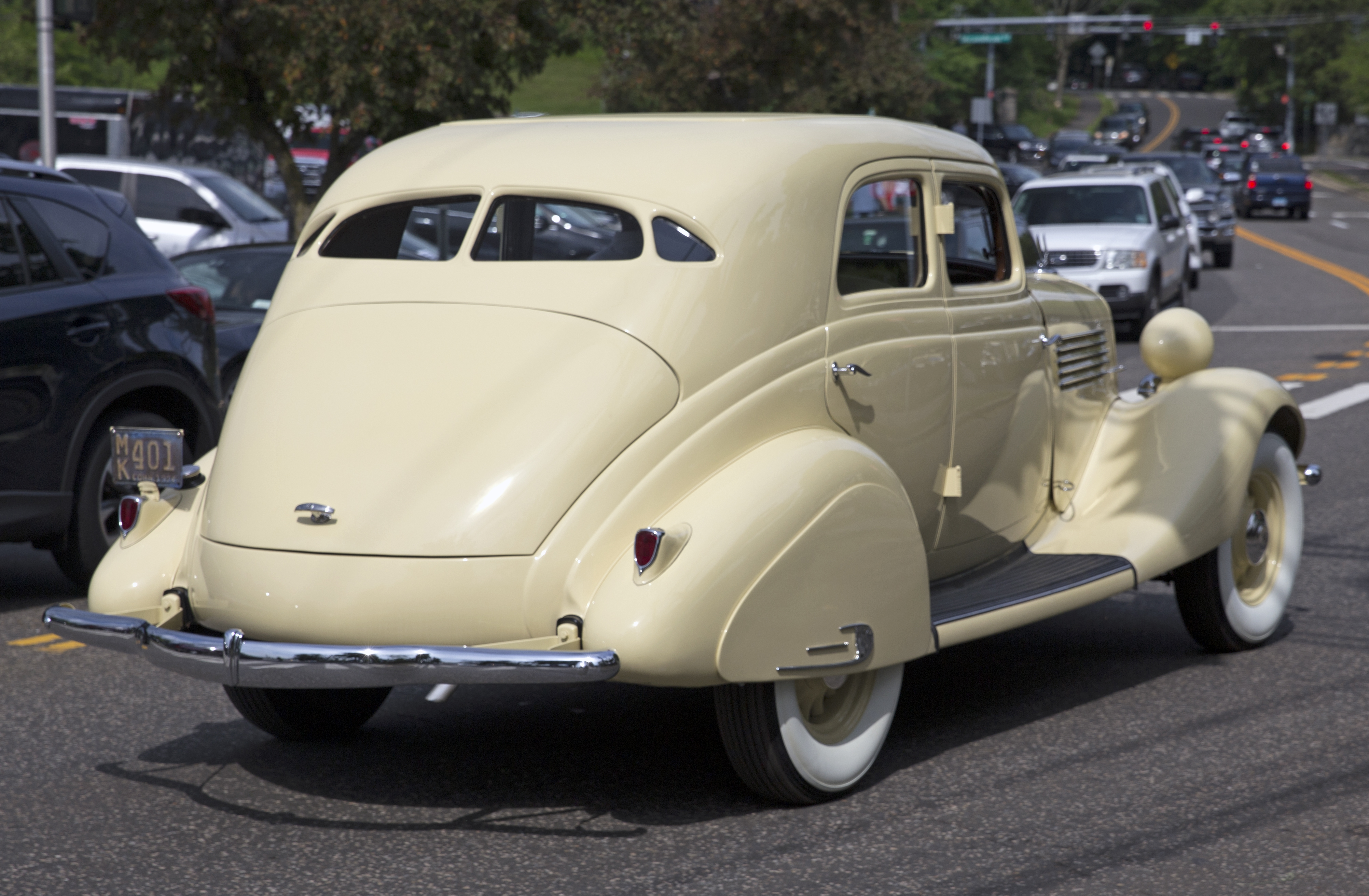
Land Cruiser (1934), achteraanzicht

## Tweede generarie (1947-1952)
Terwijl andere autoproducenten vlak na de Tweede Wereldoorlog hun vooroorlogse modellen in meestal licht gewijzigde vorm weer op de markt brachten, introduceerde Studebaker in 1947 een auto met een volledig nieuwe carrosserie met zelfmoordportieren achteraan en een gebogen voorruit uit één stuk. De nieuwe Land Cruiser had met 3100 mm de grootste wielbasis van alle Studebakers, wat extra beenruimte bood aan de passagiers achteraan. In het interieur behoorden een klokje en vloerbedekking voor- en achteraan tot de standaard uitrusting. De auto werd aangedreven door Studebaker's grootste zescilindermotor van 3,7-liter met een vermogen van 94 pk (uitgedrukt in SAE gross pk, de oude Engelse definitie van pk).
Alhoewel andere merken in 1949 met "nieuwe" modellen kwamen bleef Studebaker het basisontwerp tot 1952 gebruiken. In 1950 kregen de Studebakers een opmerkelijke facelift met een driepuntsontwerp aan de voorkant, de zogenaamde "kogelneus". Halverwege het jaar werd de Studebaker Automatic Drive geïntroduceerd, een voor die tijd heel geavaneerde automatische transmissie. De verkoop van Land Cruisers steeg in 1950 met 10000 exemplaren ten opzichte van 1949.
In 1951 werd een nieuwe 120 pk sterke 3,8-liter V8-motor geïntroduceerd en steeg de verkoop met bijna 12000 exemplaren. De styling van de voorkant bleef vrijwel hetzelfde, met een klein herontwerp van de drie punten.
De Land Cruiser uit 1952 was de laatste die echt glas gebruikte voor de lenzen van de achterlichten en het parkeerlicht. Het nieuwe radiatorrooster, door sommigen de "clam digger" genoemd, was eigenlijk een voorproefje van de volgende generatie.

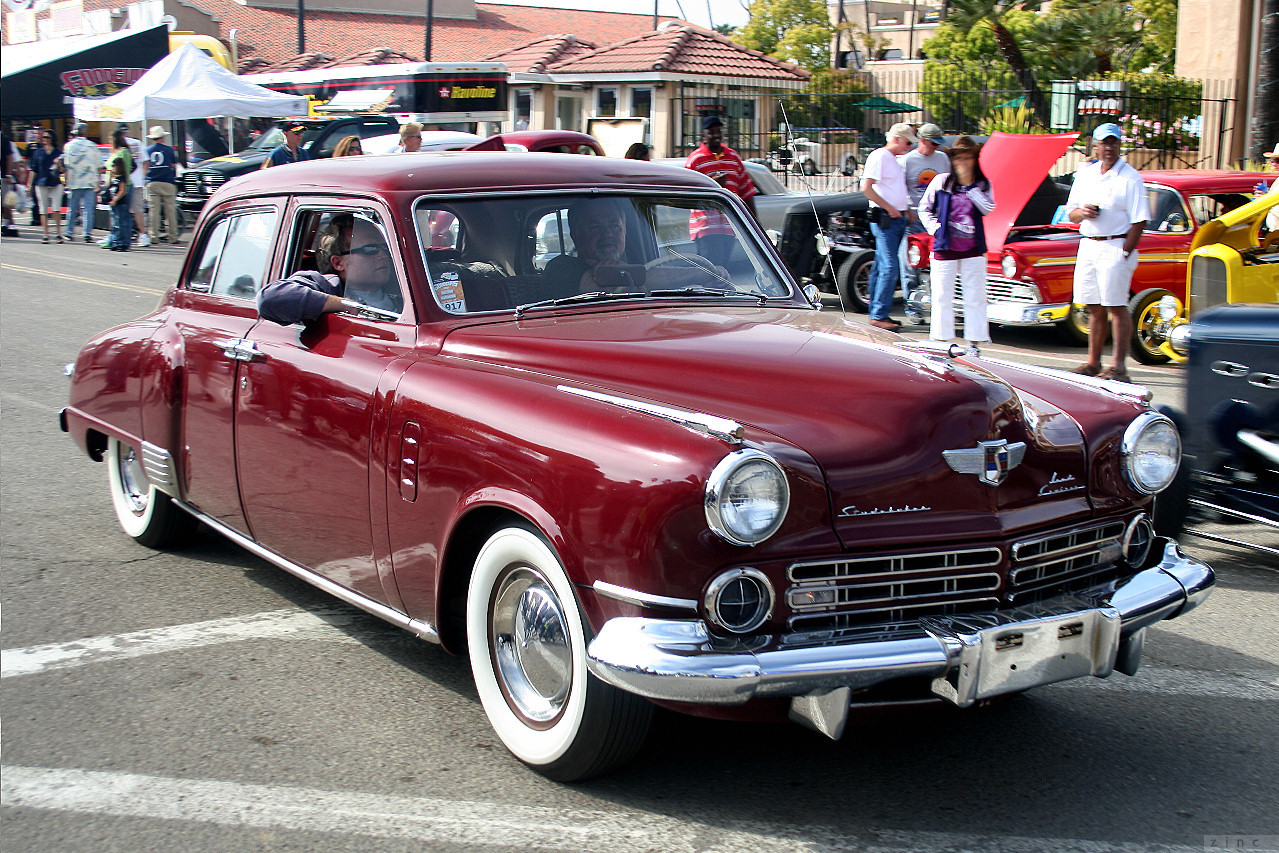
Land Cruiser (1947)
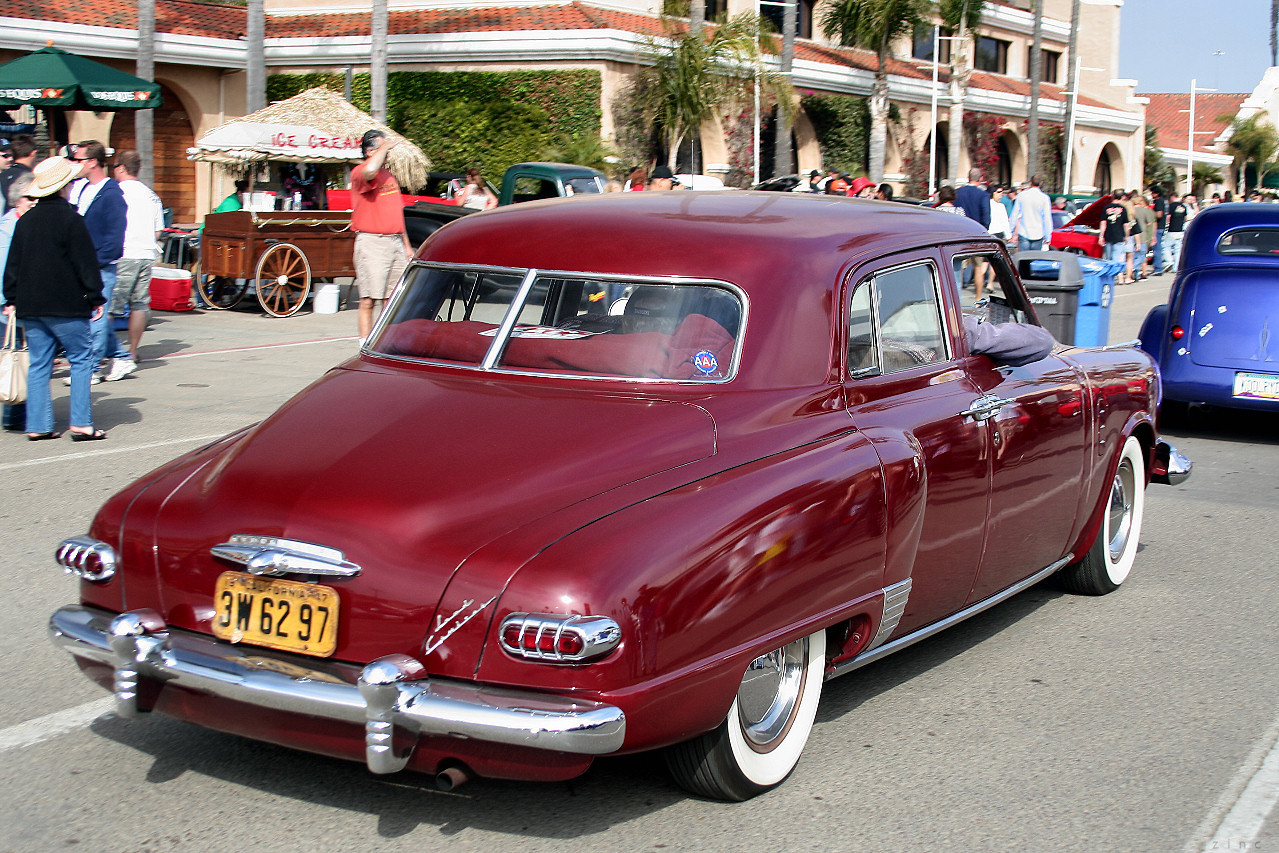
Land Cruiser (1947), achteraanzicht
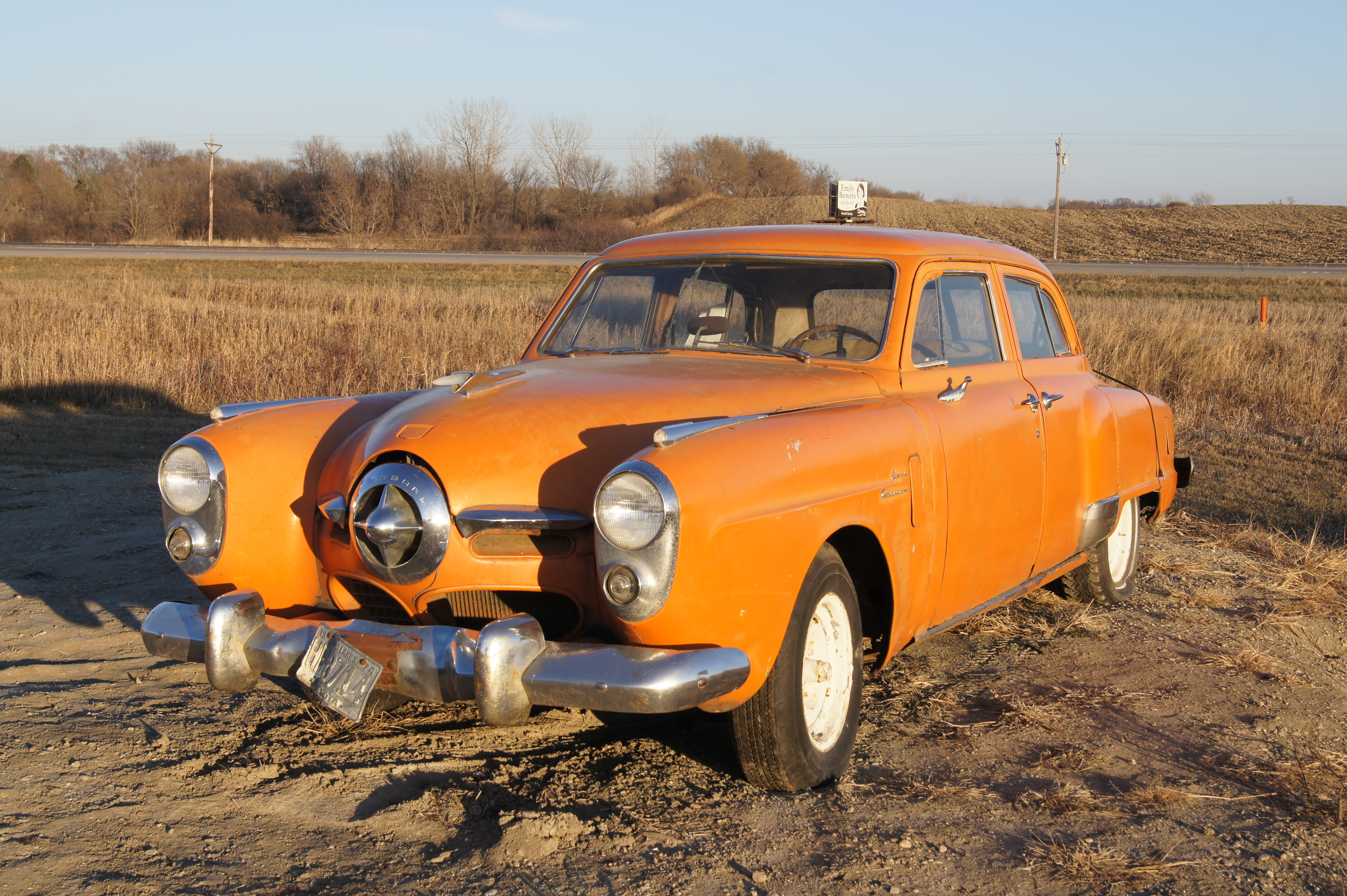
Land Cruiser (1950)
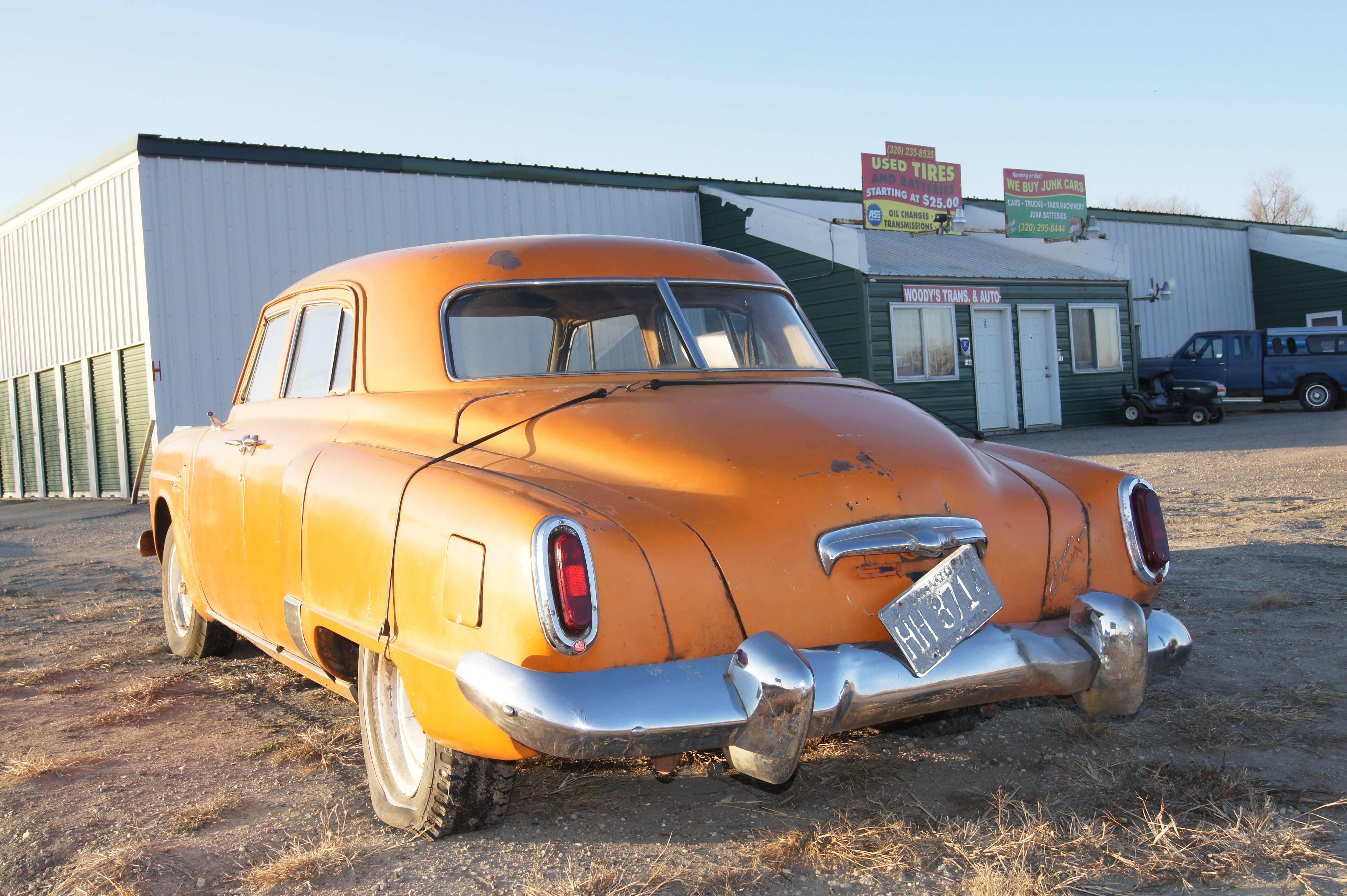
Land Cruiser (1950), achteraanzicht
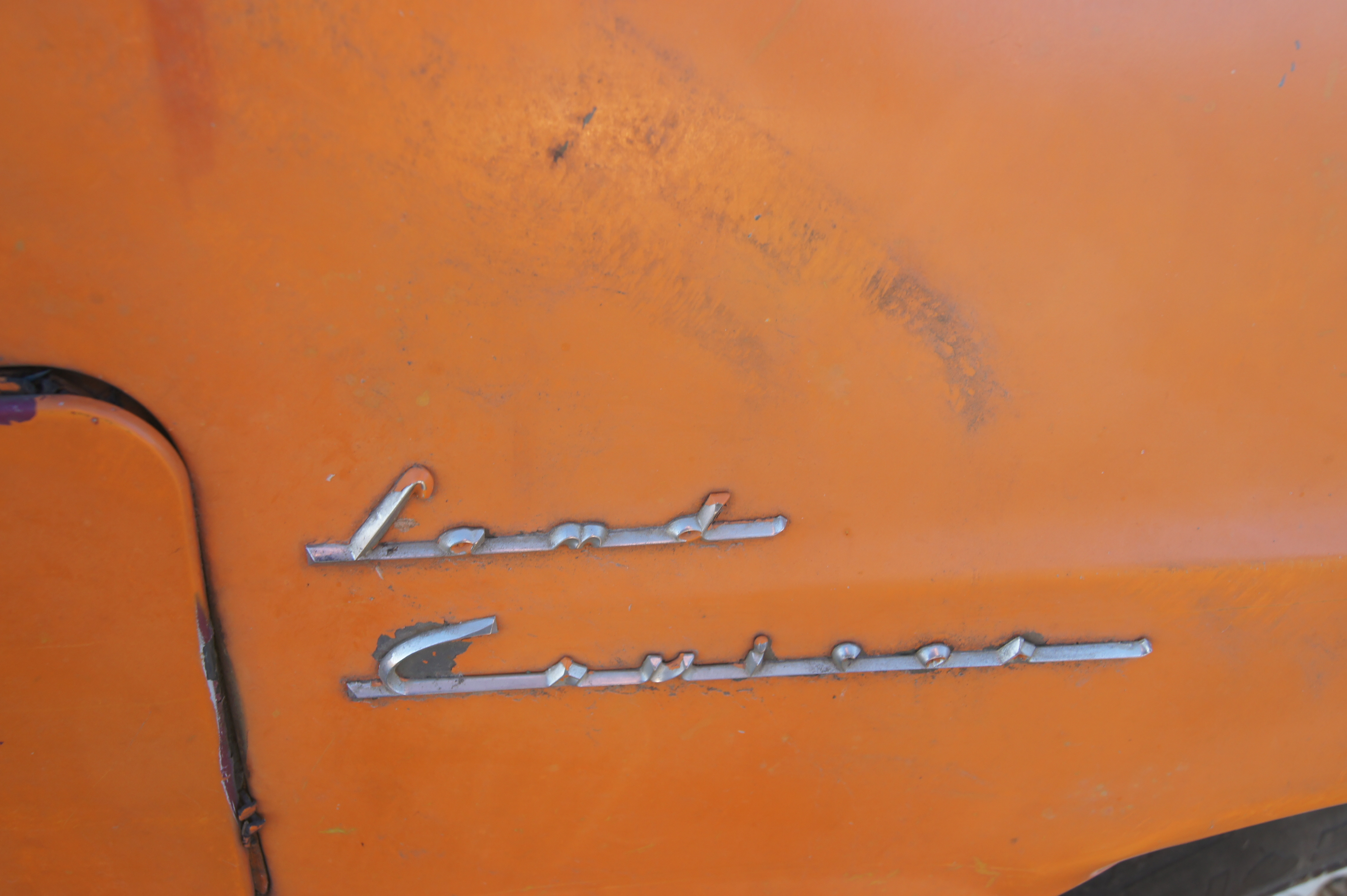
Land Cruiser (1950), embleem

## Derde generatie (1953-1954)
De Land Cruisers uit 1953 kregen een volledig nieuw ontwerp en werden gebouwd op hetzelfde chassis als de nieuwe Starliner- en Starlight-coupémodellen. De auto's hadden echter te kampen met diverse ontwerpfouten. Zo had het chassis onvoldoende stijfheid: bij het opkrikken van de wagen om een wiel te vervangen verboog het chassis zodanig dat de portieren niet meer konden geopend worden. Bovendien pasten de voorspatborden niet goed meer na installatie van de motor. Ook maakte de nieuwe mechanische stuurbekrachting te veel lawaai. Hierdoor kreeg het nieuw model vrijwel onmiddellijk een slechte naam.
De constructieproblemen werden opgelost in de Land Cruiser-modellen uit 1954 door zwaarder metaal te gebruiken voor het chassis en een extra verstevigende dwarsbalk te monteren. De spijlen van het radiatorrooster kregen elk vijf verticale vinnen om ze te onderscheiden van het eerdere model. Er werden grotere remmen voorzien en het motorvermogen nam toe tot 127 pk. Het saaie grijze interieur van 1953 werd vervangen door een keuze uit vier nieuwe kleurrijke interieurs en het dashboard werd eveneens opgefrist.
Hoewel het in overeenstemming was met de meeste andere merken uit die tijd, zorgde de grote hoeveelheid chroom ervoor dat veel mensen deze Studebakers uit de weg gingen. In 1955 werd de naam gewijzigd in Studebaker President.

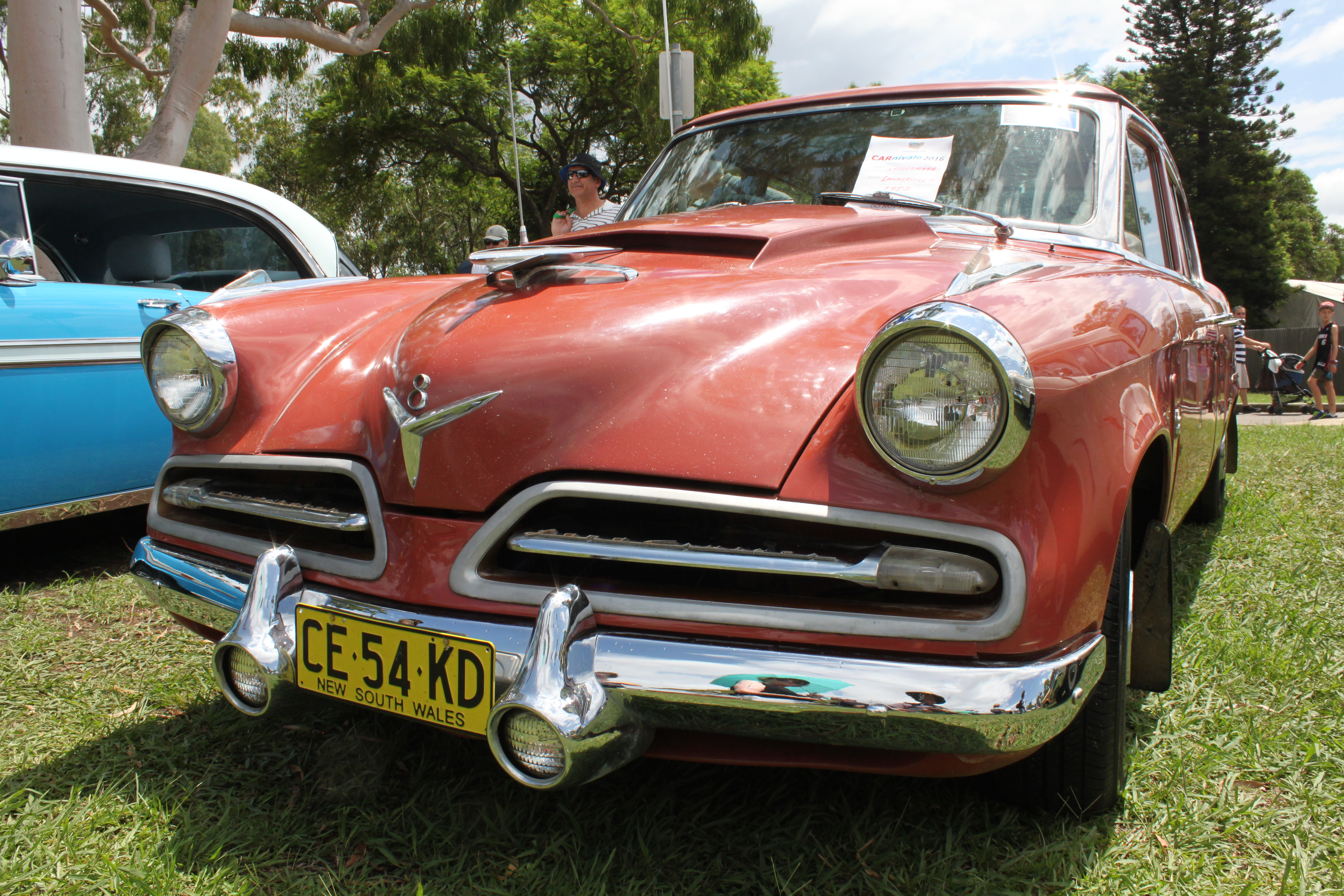
Land Cruiser (1953)
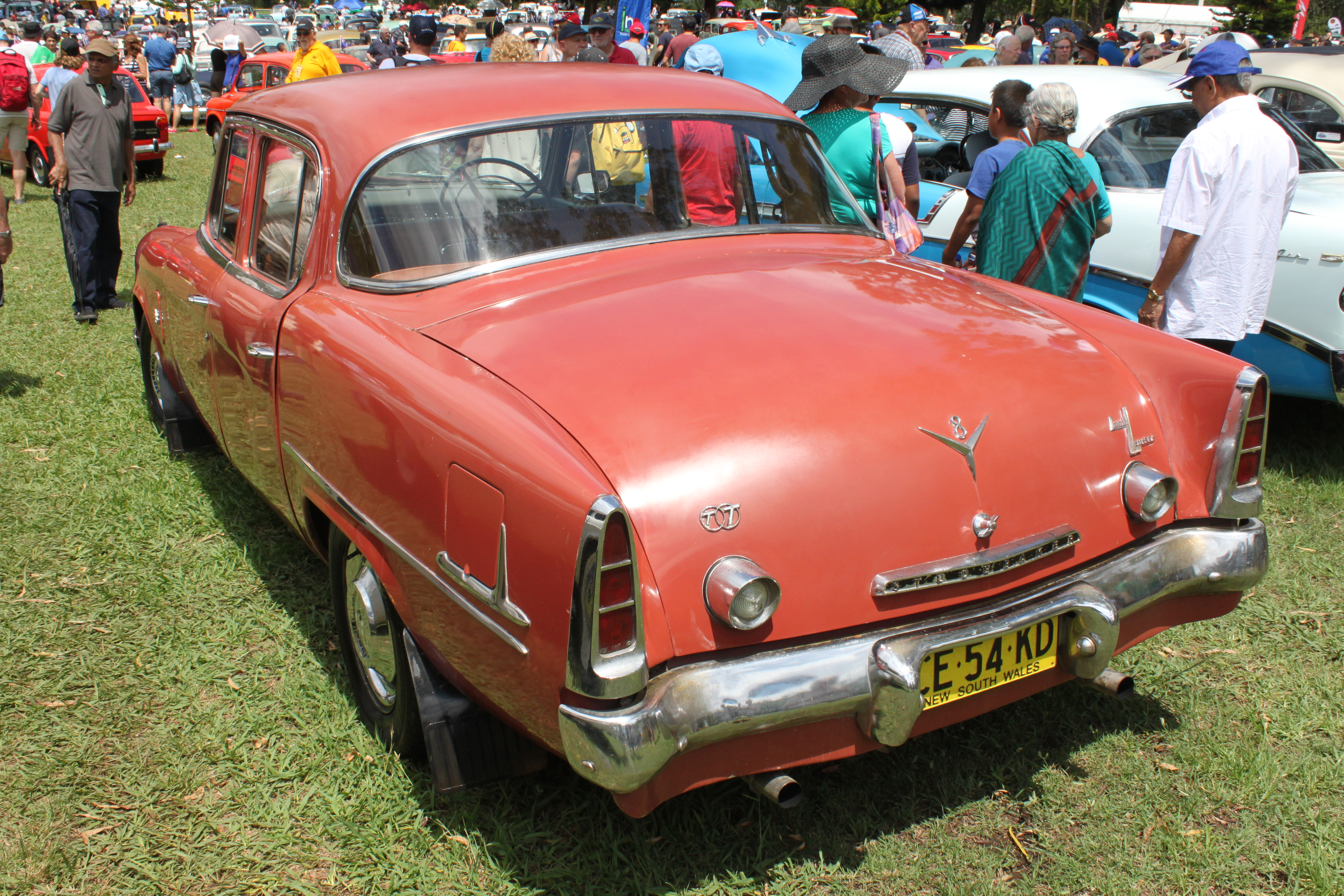
Land Cruiser (1953), achteraanzicht
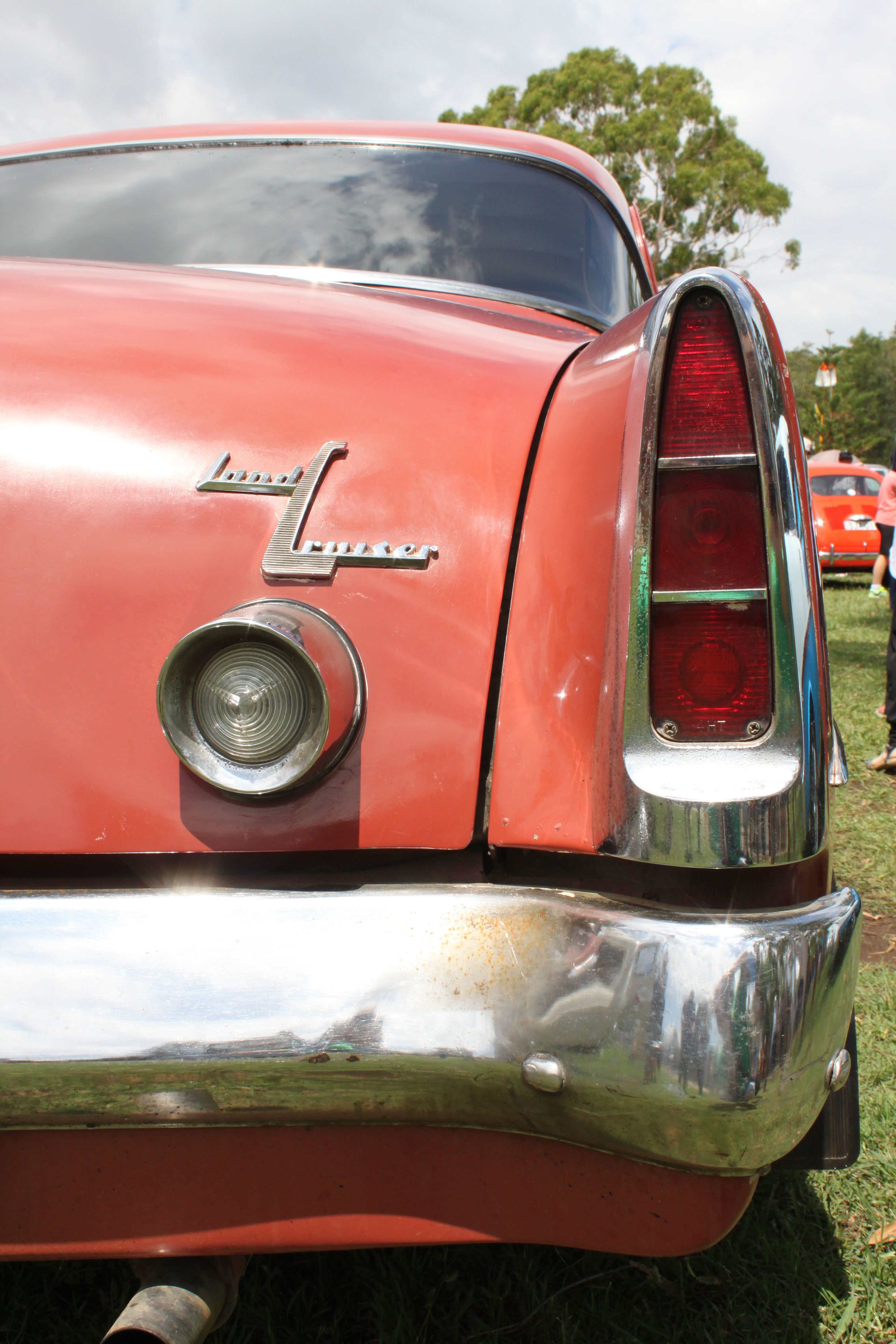
Land Cruiser (1953), embleem